# Nicétas Eugenianos
Nicétas Eugenianos est un écrivain byzantin du XIIe siècle.
C'était un disciple ou un ami de Théodore Prodrome, à la mort duquel il a composé une monodie.
Il est surtout connu comme l'auteur d'un roman en 3 641 vers de douze syllabes répartis en neuf livres, les Amours de Drosilla et Chariclès, qui est explicitement présenté comme une imitation du Rhodanthè et Dosiclès de Théodore Prodrome. Il s'agit de romans inspirés notamment des Éthiopiques d'Héliodore d'Émèse. Le Drosilla et Chariclès est particulièrement plein de citations et de réminiscences de la littérature antique. C'est l'histoire de deux jeunes amants dont la ville est attaquée par les Parthes juste le jour où ils vont se marier ; ils sont emmenés en captivité et il leur arrive toutes sortes d'aventures. Ce roman a été publié anciennement par Boissonade (Paris, 1819), et dans les Erotici græci de Didot (1856).

## Éditions
- Louis Petit (éd.), « Monodie de Nicétas Eugénianos sur Théodore Prodrome », Vizantiiskii vremennik 9, 1902, p. 446-463.
- Fabrizio Conca (éd.), Nicetas Eugenianus. De Drosillæ et Chariclis amoribus (London Studies in Classical Philology, 24), Amsterdam, J. C. Gieben, 1990.